# Joao Rodríguez
Joao Leandro Rodríguez González (Cúcuta, 19 mei 1996) is een Colombiaans voetballer die bij voorkeur als aanvaller speelt.

## Clubcarrière
Rodríguez speelde in de jeugd bij Boca Juniors de Cali en Deportes Quindío. In 2013 liep hij twee maanden stage bij Chelsea. Hij tekende een voorcontract voor een vijfjarig contract dat zou ingaan vanaf zijn zeventiende verjaardag. Op die manier werd hij de eerste Colombiaanse speler in dienst van Chelsea. Dat verhuurde hem in januari 2014 aan Uniautónoma en gedurende het seizoen 2014/15 aan SC Bastia. Rodríguez debuteerde hiervoor op 16 augustus 2014 in de Ligue 1, uit tegen Paris Saint-Germain. Hij mocht na 72 minuten invallen voor Brandão. Chelsea verhuurde Rodríguez in augustus 2015 voor een jaar aan Sint-Truidense VV, dat in het voorgaande seizoen promoveerde naar de Eerste klasse.

## Interlandcarrière
Rodríguez nam met Colombia –17 deel aan het Zuid-Amerikaans kampioenschap voetbal onder 17, dat in 2013 werd gehouden in Argentinië. In 2014 nam hij met Colombia –20 deel aan het Toulon Espoirs-toernooi in Zuid-Frankrijk.
2 Ogawa ·
4 Belaïd ·
5 Taniguchi ·
6 Yanamoto ·
7 Brahimi ·
8 Fujita ·
9 Ferrari ·
10 Lamkel Zé ·
11 Delpupo ·
12 Coppens ·
13 Ito ·
14 Dumont ·
15 Zahiroleslam ·
16 Kokubo ·
19 Patris ·
20 Van Helden ·
21 Lendfers ·
22 Janssens ·
23 Barnes ·
24 Mindombe ·
25 Teuchy ·
27 Ananou ·
31 Godeau  ·
33 Diriken ·
34 Lambotte ·
37 Alexis ·
60 Vanwesemael ·
91 Bertaccini ·
Coach: Mazzù